# Alexandre Cingria
Alexandre Cingria (* 22. März 1879 in Genf; † 8. November 1945 in Lausanne) war ein Schweizer Maler, Glasmaler und Kunsthistoriker.

## Leben
Die Familie von Alexandre Cingrias Vater Albert Cingria stammte ursprünglich aus Ragusa (heute Dubrovnik) und lebte in Konstantinopel. Seine Mutter Caroline (geborene Stryjenska; 1846–1913) wurde in Carouge geboren und war eine Malerin französisch-polnischer Herkunft. Sein jüngerer Bruder Charles-Albert Cingria (1883–1954) war Schriftsteller und Musiker.
Cingria studierte von 1898 bis 1900 an der École des beaux-arts in Genf bei Hugues Bovy (1841–1903) und Pierre Pignolat (1838–1913) sowie anschliessend in München bei Hermann Neumann. Er bildete sich vor allem als Autodidakt weiter. Dafür unternahm er Reisen nach Paris und Konstantinopel und hielt sich sechs Jahre lang in Italien (Florenz, Rom und Venedig) auf. Er lebte eine Zeit lang in Rolle im Kanton Waadt. Er war im Jahr 1919 der Gründer der Groupe de Saint-Luc et de Saint-Maurice, die sich um die Wiederbelebung der sakralen Kunst innerhalb der katholischen Kirche der Romandie bemühte.
Cingria schuf mehr als 200 Bleiglasfenster für über 30 Kirchen. Für die Kathedrale in Lausanne entwarf er viele Kartons für Bleiglasfenster, die Ende der 1920er Jahre geschaffen wurden. Sein Werk war vom Fauvismus und Kubismus beeinflusst. Er war Mitbegründer der Zeitschriften La Voile latine (1904–1911) und Cahiers vaudois im Jahr 1913. Seine Werke waren unter anderem in Genf 1902, in Lausanne 1903 und 1904 und ab 1907 im Pariser Salon des Indépendants zu sehen.
In seiner Rede «La décadence de l’Art sacré: Conférences faites à l’Union des Travailleuses Catholiques de Genève» von 1917 appellierte er für eine Erneuerung der sakralen Kunst in der Schweiz, weshalb er 1919 in Genf die Gruppe Saint-Luc-et-Saint-Maurice gründete und schliesslich 1924 mit anderen zusammen die «Schweizerische St. Lukasgesellschaft».

## Werke (Auswahl)

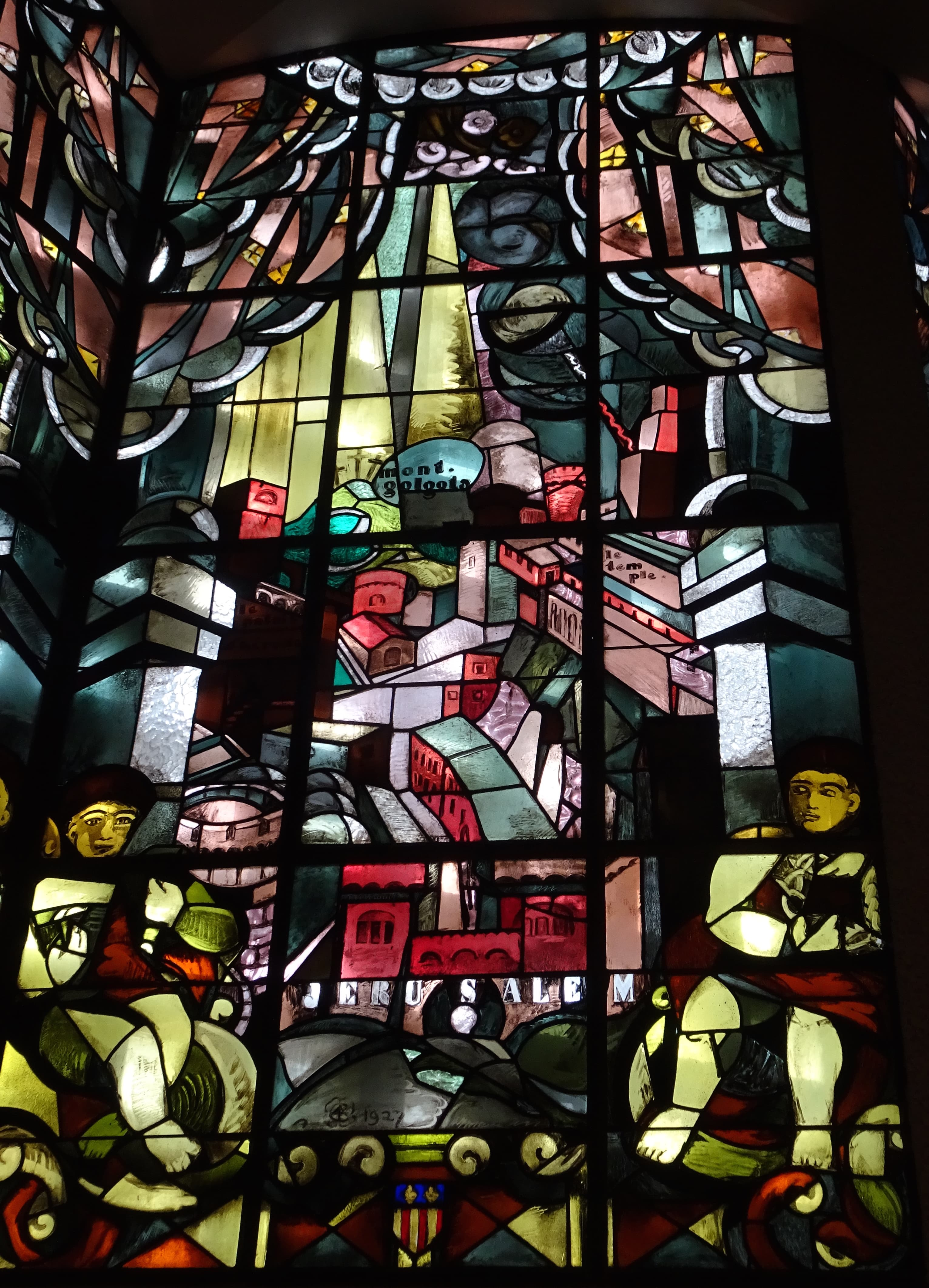
Bleiglasfenster nach einem Karton von Alexandre Cingria

- Kartons für Bleiglasfenster (1903) für die reformierte Kirche Saint-François in Lausanne
- Toskanische Landschaft. 1911 vom Musée Rath angekauft
- La décadence de l’Art sacré: Conférences faites à l’Union des Travailleuses Catholiques de Genève (1917)
- Giulia d’Arezzo
- Die Abdankung des Diokletian
- Das Martyrium der heiligen Cäcilie
- Le jeune homme entre la vertu et le plaisir

Publikationen
- Der Verfall der kirchlichen Kunst. B. Filser, Augsburg 1927.
- Souvenirs d’un peintre ambulant. 1933.